# Оттен, Кес
Кес Оттен (нидерл. Kees Otten, полное имя Геррит Корнелис Оттен, Gerrit Cornelis Otten; 28 ноября 1924, Амстердам — 25 сентября 2008, Амстердам) — нидерландский музыкант, исполнитель на блокфлейте. Отец писателя Виллема Яна Оттена.
Сын Петера Оттена (1885—1970), юриста по образованию, муниципального и университетского чиновника, публиковавшегося также как поэт, и пианистки Йоханны Хендрики Оттен (урождённой ван Вармело; 1895—1974). В 1930—1937 гг. учился игре на блокфлейте у своего дяди Виллема ван Вармело. Уже в конце 1930-х гг. выступал в амстердамских клубах как джазовый исполнитель. В 1941 г. поступил в Амстердамский музыкальный лицей в класс кларнета (поскольку получить образование по продольным флейтам было невозможно). В 1942 г. начал выступать в неофициальных концертах старинной музыки под руководством Ханса Брандтс-Бёйса, исполняя в особенности произведения Иоганна Себастьяна Баха. В 1947 г. окончил лицей и был приглашён остаться в нём в качестве первого в истории этого учебного заведения преподавателя блокфлейты (профессор до 1976 г.); одним из первых его учеников стал Франс Брюгген.
В 1948 г. вместе с Брюггеном и двумя другими учениками — Франсом Дауэсом и Марейке Фергюсон (в дальнейшем его первой женой) — организовал Амстердамский ансамбль блокфлейт (нидерл. Amsterdams Blokfluit Ensemble), исполнявший как старинную музыку начиная с XV века, так и сочинения новейших композиторов (Жака Ибера, Эдмунда Раббры, Хенри Загвейна). Затем в 1952—1961 гг. по инициативе Оттена и Фергюсон возник Музыкальный кружок имени Обрехта (нидерл. Muziekkring Obrecht) — секстет, в составе которого Фергюсон играла также на арфе, Ханс ван ден Хомберг — на органе-портативе, его жена Антуанетта ван ден Хомберг — на скрипке, Йоаннес Колетт — на скрипке, лютне и виоле да гамба, его жена Фолли Колетт исполняла вокальные партии; ансамбль дал множество концертов в Нидерландах, Бельгии и Германии, много выступал по радио, в 1959 г. выпустил альбом с произведениями Обрехта, Джона Данстейбла, Гийома Дюфаи и Жоскена Депре. Одновременно Оттен в 1954—1961 гг. играл в составе ансамбля старинной музыки под руководством Густава Леонхардта, выступал с другими исполнителями старинной музыки — в частности, с лютнистами Вальтером Гервигом (с 1952 г.) и Джулианом Бримом; в 1956 г. состоялся первый сольный концерт Оттена в зале Консертгебау (с клавесинистом Япом Спигтом). Оттену и Спигту посвящена соната для блокфлейты и клавесина Хенка Бадингса (1967).
После того, как Музыкальный кружок имени Обрехта распался (отчасти в связи с разводом Оттена и Фергюсон), Оттен ненадолго вернулся к своим занятиям джазом, а затем в 1963 году основал новый ансамбль старинной музыки Syntagma Musicum (с лат. — «Устройство музыки», в честь одноимённого трактата Михаэля Преториуса). В переменном составе ансамбль просуществовал до 1987 года, гастролировал в США, Канаде, Мексике, Австралии, Новой Зеландии, Японии, записал ряд альбомов — в том числе двойной альбом «Музыка Средневековья и Возрождения» (англ. Music of the Middle Ages and the Renaissance; 1969) — по словам Майкла Наймана, «своего рода набор образцов музыкальных языков и форм от XIII до XVII веков».
В 1976 г. опубликовал небольшую книгу воспоминаний и размышлений о старинной музыке «Вечно неподходящий» (нидерл. Blijvend ongeschikt).